# Katarometr

Zasada działania katarometru

Katarometr (detektor termokonduktometryczny; ang. thermal conductivity detector, TCD) – uniwersalny detektor stężeniowy stosowany w chromatografii gazowej. Wykorzystuje on wrażliwość niektórych oporników na małe zmiany temperatury, dzięki czemu umożliwia wykrycie prawie wszystkich związków, których przewodność cieplna różni się od przewodności cieplnej gazu nośnego.
Katarometr zbudowany jest z czterech oporników włączonych w ramiona mostka Wheatstone'a. Przez dwa z nich przepływa czysty gaz nośny. Służą one jako elementy porównawcze. Pozostałe dwa stanowią czujniki, przez które przepływa strumień gazu opuszczającego kolumnę chromatograficzną. Zawarte w strumieniu składniki zmieniają temperaturę czujników, co powoduje zachwianie równowagi elektrycznej mostka.